# Миронов Сергій Наумович
Сергій Наумович Миронов (справжнє ім'я — Мирон Йосипович Король; 1894, Київ — 22 лютого 1940) — радянський діяч держбезпеки і дипломат.
Член РКП(б) з травня 1925 року. Комісар державної безпеки III рангу (14.03.1937). Один із виконавців, а в 1940-му і сам жертва сталінських репресій 1920-1940-х рр. 

## Ранні роки
Народився в сім'ї ремісника.
Закінчив Київське комерційне училище (1913), потім навчався в Київському комерційному інституті. Брав участь у Першій світовій війні.
- 1915–1918 рр. — Служба в російській армії, прапорщик (1916), поручик (лютий 1917)
- 1918–1920 рр. — Служба в РСЧА.
- 1920–1921 рр. — Уповноважений, начальник активного відділення Особливого відділу 1-ї Кінної армії (з 1921 — Північно-Кавказького військового округу).

## В органах
- 1921 — начальник іноземного відділу повпредства ВЧК по Південному Сходу Росії.
- 1921–1922 рр. — Заступник голови Чорноморської губернської ЧК, заступник начальника Особливого відділу Чорного та Азовського морів.
- 1922 — начальник Горського обласного відділу ДПУ.
- 1922–1925 рр. — Начальник Східного відділу повпредства ГПУ (з 1923 — ОГПУ) по Північно-Кавказькому краю.
- 1925 — начальник Чечено-Грозненського обласного відділу ОГПУ.
- 1925–1928 рр. — Начальник Владикавказького окружного відділу ОДПУ.
- 1928–1931 рр. — Начальник Кубанського окружного відділу ОДПУ.
- 1931–1933 рр. — Заступник повноважного представника ОГПУ по Казахстану, і одночасно в 1931–1932 рр. — Начальник Секретно-оперативного управління повпредства ОГПУ по Казахстану.
- 28 вересня 1933-10 липня 1934 рр. — Начальник Дніпропетровського обласного відділу ОДПУ.
- 15 липня 1934-28 листопада 1936 рр. — Начальник Управління НКВС Дніпропетровської області.
- 28 грудня 1936-15 серпня 1937 рр. — Начальник Управління НКВС по Західно-Сибірському краю.
- 19 серпня 1937-3 травня 1938 рр. — Повноважний представник СРСР в Монголії.
- 1938–1939 рр. — Завідувач II Східним відділом НКЗС СРСР.

Депутат Верховної Ради РРФСР 1-го скликання.
Заарештований 6 січня 1939. Розстріляний за вироком ВКВС СРСР.